# Governo Provisório da República Portuguesa
O Governo Provisório da República Portuguesa foi o directório que, após a proclamação da República Portuguesa em 5 de Outubro de 1910, ficou encarregado de dirigir superiormente a Nação até que fosse aprovada uma nova Lei fundamental. O Governo Provisório manteve-se em funções até à aprovação da nova constituição (a Constituição de 1911), em 24 de Agosto de 1911, dando por encerrados os seus trabalhos e auto-dissolvendo-se a 4 de Setembro, quando deu lugar ao primeiro governo constitucional, chefiado por João Chagas.
Também se chamaram de Governos Provisórios da República Portuguesa os primeiros seis governos empossados pelos presidentes da República nomeados pela Junta de Salvação Nacional, organismo que vinha previsto no programa do Movimento das Forças Armadas para o exercício político, até à formação de um governo civil, para precaver a destituição imediata do Presidente da República (o almirante Américo Thomaz) e Governo, dissolução da Assembleia Nacional e do Conselho de Estado, promulgando a Lei Constitucional n.º 1/74, de 25 de Abril e, após os acontecimentos de 11 de Março de 1975 e de a JSN ter sido extinta, pelo Conselho da Revolução.

## Constituição do Governo Provisório
Dado que o golpe de Estado que pôs cobro ao anterior regime se ficou a dever exclusivamente à acção revolucionária (ou subversiva, atendendo ao ponto de vista) do Partido Republicano Português, foi por elementos deste partido que se compôs exclusivamente o governo provisório.
De facto, o golpe havia sido decidido no Congresso do Partido em Setúbal em Abril de 1909. O novo directório, composto pelos nomes menos radicais (Teófilo Braga, Basílio Teles, Eusébio Leão, Cupertino Ribeiro e José Relvas) recebeu do congresso o mandato imperativo de fazer a revolução. Os nomes mais radicais ficaram encarregados das funções logísticas na preparação da revolução. O comité civil era formado por Afonso Costa, João Chagas e António José de Almeida. À frente do comité militar ficou o almirante Cândido dos Reis. Foi deste conjunto de nomes já conhecidos do eleitorado republicanao que saíram a maior parte dos elementos do Governo Provisório.
Presidiu a esse Governo o velho e respeitado Teófilo Braga; o governo como anunciado a 5 de Outubro deveria ser constituído por:
- António José de Almeida (na pasta do Interior, antigo ministério do Reino);
- Afonso Costa (na Justiça e Cultos);
- Basílio Teles (nas Finanças);
- Bernardino Machado (nos Estrangeiros);
- António Luís Gomes (no Fomento);
- coronel António Xavier Correia Barreto (na Guerra);
- comandante Amaro de Azevedo Gomes (na Marinha).

A constituição do Governo Provisório sofreu algumas mudanças imediatas, pois, Basílio Teles — um dos históricos do partido, recusou o cargo (havia sido convidado para o Interior e acabaram por nomeá-lo para as Finanças). Assim, em 12 de Outubro de 1910, Basílio Teles foi substituído no ministério das Finanças por José Relvas. António Luís Gomes, outro dos nomeados, foi entretanto ocupar o lugar de Ministro de Portugal no Rio de Janeiro, saindo do governo em 22 de Novembro de 1910, discordando dos comités carbonários que pretendiam demitir inúmeros funcionários, encarregando-se Manuel de Brito Camacho do Ministério do Fomento (22 de Novembro de 1910).

### Composição
| Cargo                                             | Detentor | Detentor                                   | Período (Data de nomeação–Data de exoneração)   |
| ------------------------------------------------- | -------- | ------------------------------------------ | ----------------------------------------------- |
| Presidente do Governo Provisório                  |          | Teófilo Braga (1843–1924)                  | 5 de outubro de 1910 a 4 de setembro de 1911    |
| Ministro do Interior                              |          | António José de Almeida (1866–1929)        | 5 de outubro de 1910 a 4 de setembro de 1911    |
| Ministro do Interior                              |          | Bernardino Machado (interino) (1851–1944)  | 13 de dezembro de 1910 a 21 de dezembro de 1910 |
| Ministro da Justiça                               |          | Afonso Costa (1871–1937)                   | 5 de outubro de 1910 a 4 de setembro de 1911    |
| Ministro da Justiça                               |          | Bernardino Machado (interino) (1851–1944)  | 14 de março de 1911 a 4 de abril de 1911        |
| Ministro da Justiça                               |          | Bernardino Machado (interino) (1851–1944)  | 18 de maio de 1911 a 26 de julho de 1911        |
| Ministro das Fazenda                              |          | Basílio Teles (não empossado) (1856–1923)  | 5 de outubro de 1910 a 12 de outubro de 1910    |
| Ministro das Finanças                             |          | José Relvas (1858–1929)                    | 12 de outubro de 1910 a 4 de setembro de 1911   |
| Ministro da Guerra                                |          | António Xavier Correia Barreto (1853–1939) | 5 de outubro de 1910 a 4 de setembro de 1911    |
| Ministro da Marinha e Colónias                    |          | Amaro de Azevedo Gomes (1852–1928)         | 5 de outubro de 1910 a 4 de setembro de 1911    |
| Ministro dos Negócios Estrangeiros                |          | Bernardino Machado (1851–1944)             | 5 de outubro de 1910 a 4 de setembro de 1911    |
| Ministro das Obras Públicas, Comércio e Indústria |          | António Luís Gomes (1863–1961              | 5 de outubro de 1910 a 10 de outubro de 1910    |
| Ministro do Fomento                               |          | António Luís Gomes (1863–1961)             | 10 de outubro de 1910 a 22 de novembro de 1910  |
| Ministro do Fomento                               |          | Manuel de Brito Camacho (1862–1934)        | 22 de novembro de 1910 a 4 de setembro de 1911  |

### Primeiras Medidas

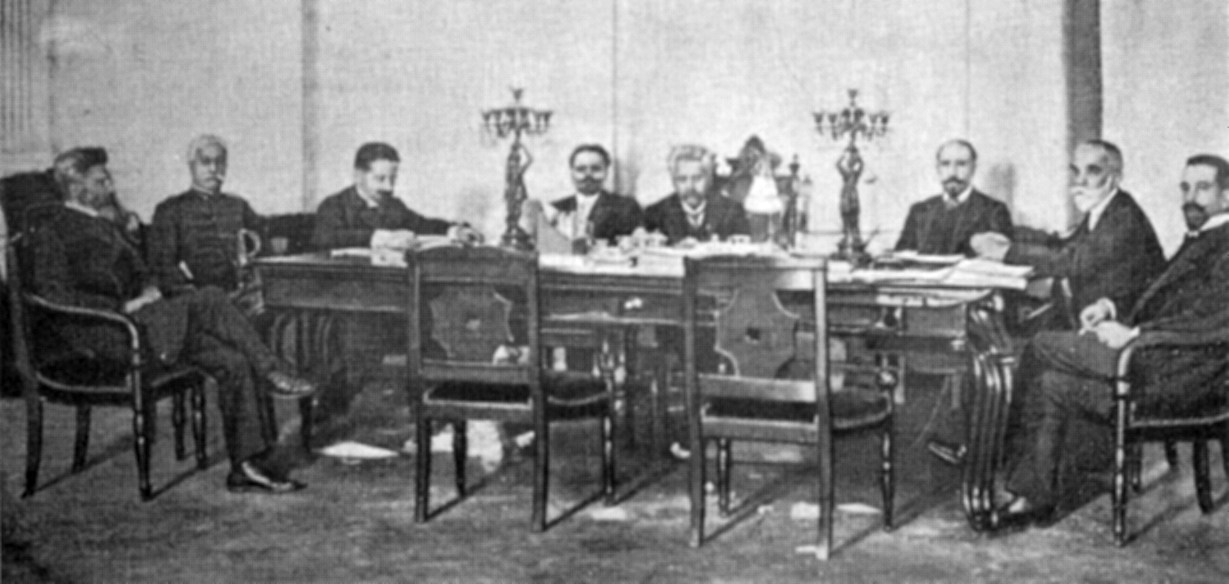
O governo provisório reunido.

Foi ordenada a dissolução dos partidos monárquicos e a proibição de constituição de partidos defensores daquele regime, bem como a de quaisquer centros, grémios ou associações desse carácter.
Publicou uma lei de amnistia geral para crimes contra a religião (havia republicanos indiciados em vários crimes), a segurança do Estado (para ilibar os regicidas e os bombistas), a desobediência, o uso de armas e bombas proibidas, declarando beneméritos da pátria todos os que haviam lutado para estabelecer a República.
Logo no primeiro dia completo de República, Afonso Costa, Ministro da Justiça do Governo Provisório, requisitou ao juiz Almeida e Azevedo os quatro volumes do processo do Regicídio de 1908, que estava marcado para ir a juízo no dia 25. O processo ficou guardado no ministério, perdendo-se depois disso o rasto ao documento.
À parte estes decretos mais urgentes, coube ao governo provisório a iniciativa de promover a formação de uma assembleia constituinte que elaborasse uma nova constituição.

### A Assembleia Nacional Constituinte
A Assembleia Nacional Constituinte foi eleita num sufrágio em que só houve eleições em cerca de metade dos círculos eleitorais. Não havendo mais candidatos do que lugares a preencher em determinada circunscrição eleitoral, aqueles eram proclamados "eleitos" sem votação. Isto devia-se ao facto de o Partido Republicano, dado que estava no poder, poder controlar as eleições mercê das características do sistema existente, pelo qual o partido no poder ganhava sempre as eleições que organizava. Além disso, devido à dissolução e proibição da existência de partidos monárquicos, concorria sem oposição. Nas palavras de Rocha Martins: “as primeiras eleições da República eram singulares. Não havia listas de oposição, mas celebravam-se como uma vitória. Não eram eleições, mas nomeações no meio de manifestações ruidosas”.
O sufrágio universal foi afastado, tendo votado apenas os cidadãos alfabetizados e os chefes de família, maiores de 21 anos. Tratou-se de um sufrágio onde, pela primeira vez, se utilizou o método da representação proporcional de Hondt na conversão dos votos em mandatos, embora apenas nas cidades de Lisboa e Porto.
Para além da elaboração e aprovação da Constituição, concluída a 21 de Agosto de 1911, a Assembleia Constituinte discutiu e aprovou projectos de lei sobre os mais variados assuntos, confirmou os poderes do governo provisório, acompanhou e fiscalizou a sua actuação, assumindo assim poderes que a tornam no primeiro parlamento efectivo da República. No entanto, a iniciativa e responsabilidade pelas grandes reformas que visavam reestruturar o País de acordo com os ideais laicos, republicanos e democráticos coube ao Governo Provisório, que promulgou uma nova série de decretos.

### Reformas do Governo Provisório

Selo do Governo Provisório

Foi a este conjunto de decretos que se ficou a dever a obra legislativa mais notável e revolucionária de toda a I República, e embora contivessem medidas à época bastante avançadas e modernas, não só para o país como mesmo em comparação com o resto da Europa, o modo arbitrário (por decreto) e intransigente como foram levadas a cabo, provocaram a alienação de vários sectores da população, condicionaram toda a história da Primeira República e, em última análise, o seu desfecho.
Aprovada a redacção definitiva da lei do divórcio em 31 de Outubro e, por decreto do mesmo dia, a da protecção dos filhos ilegítimos, a par da lei do divórcio a 3 de Novembro.
Regulamento da greve e do lock-out, da autoria de Brito Camacho, em 6 de Dezembro: garantido aos operários, bem como aos patrões o direito de se coligarem para cessação simultânea do trabalho. O diploma foi inspirado na legislação espanhola e os sindicalistas logo lhe chamam o decreto burla.
Publicou ainda as Leis da Imprensa (removendo em teoria quaisquer entraves é liberdade de imprensa) e a Lei do Inquilinato.
Reorganizou a administração da justiça, alterando o Código de Justiça Militar;
Em 14 de Outubro é restabelecido o código administrativo de Rodrigues Sampaio de 1878.
Procurou aumentar as receitas fiscais, procedendo à revisão dos impostos e à reformulação do Tribunal de Contas.
Reorganizou-se o exército de acordo com os moldes republicanos: de 13 de Outubro de 1910 a 31 de Dezembro de 1911, apenas são demitidos 30 oficiais, enquanto 6 desertam. Grande parte dos restantes decidem inscrever-se nas folhas de adesão à República. Procedendo à criação de um corpo miliciano facilmente mobilizável em caso de guerra, coexistindo paralelamente ao exército profissional e permanente, como corolário da ideia do serviço militar obrigatório (que seria inclusivamente designado como um dever dos cidadãos pela Constituição de 1911 – art.º 68.º). A criação desta Guarda Nacional Republicana, na sua implantação rural, servia também para vigiar o campesinato, considerado tendencialmente conservador.
Instituiu um Crédito Agrícola, procurando resolver a crise da agricultura.
Decreto eleitoral de 14 de Março. Para desespero dos monárquicos adesivos, nomeadamente dos dissidentes progressistas, não se mantém a lei eleitoral de 1884, como esperavam. Pelo contrário, a nova lei mantém o estilo proteccionista do poder governamental introduzido pela Lei de 1901. Isto garantirá a manutenção no poder do Partido Republicano.
Revogados os artigos do código penal de 1886 que estabeleciam crimes contra a religião, por decreto de 15 de Fevereiro.
A Lei de Separação da Igreja e do Estado em 20 de Abril. Os respectivos defensores (o seu grande campeão era Afonso Costa) chamar-lhe-ão Lei Intangível, os adversários, Lei Celerada. A maioria dos padres mantém-se fiel à hierarquia episcopal. Em 7 de Agosto, só 217 deles tinha aceite pensões do Estado. Este diploma vai levar ao rompimento das relações com a Santa Sé.
Foi esta lei, bem como várias outras medidas, que causou grandes perturbações ao longo dos anos seguintes e contribuiu para o afastamento entre a República e os Católicos.
Entre essas outras medidas contam-se:
Em 8 de Outubro foi reposta em vigor a legislação pombalista de 3 de Setembro de 1759 e de 28 de Agosto de 1767 sobre a expulsão dos jesuítas e a legislação de 28 de Maio de 1834 que extinguia as casas religiosas e todas as ordens regulares;
Proibição das procissões fora dos perímetros das igrejas,
Por decreto de 22 de Outubro, suprimido o ensino da doutrina cristã nas escolas primárias, substituindo-a pela educação cívica.
Estatização dos bens do clero.
Decreto sobre as associações religiosas, de 31 de Dezembro. Os respectivos membros não podem exercer o ensino nem usar em público hábitos talares, sob pena de prisão "por toda a pessoa do povo".

### Regresso a um Governo Constitucional
O Governo Provisório manteve-se em funções até à aprovação da nova constituição (a Constituição de 1911), em 24 de Agosto de 1911, dando por encerrados os seus trabalhos e auto-dissolvendo-se a 4 de Setembro, quando deu lugar ao primeiro governo constitucional, chefiado por João Chagas. Após a aprovação da Constituição, a Assembleia Nacional Constituinte elegeu o primeiro Presidente da República, Manuel de Arriaga, por sufrágio secreto e transformou-se no Congresso da República, desdobrando-se na Câmara dos Deputados e no Senado, nos termos previstos nas disposições transitórias do texto constitucional de 1911. O mandato destas duas Câmaras terminou com a eleição, em 1915, do Congresso da República nos moldes previstos na Constituição.